# Шарль-Луї Філіпп
Шарль-Луї Філіпп (фр. Charles-Louis Philippe; 4 серпня 1874, Серії, Альє — 21 грудня 1909, Париж) — французький письменник.

## Біографія
Син бідного шевця, онук жебрачки. Незважаючи на крайню убогість коштів, здобув середню освіту. У 1895 оселився у Парижі, був деякий час чорноробом, потім дрібним муніципальним службовцем.
Перший значний твір Філіпа з'явився в 1901. Дебютував як поет у символістській пресі. Дрібний службовець в мерії, був близький до соціалістів, друкувався в Юманіте.
Октав Мірбо кілька разів висував його на Гонкурівську премію, але безуспішно.
Дружив з Л.-П.Фаргом, Маргаритою Оду, Валері Ларбо, Андре Жідом.
Помер від черевного тифу, який ускладнився менінгітом.

## Творчість
Покоління письменників вихідців з ремісничо-селянського середовища, до якого належав Філіпп, мріяло про нову літературу здорову, сильну, що висловлює своє колективне «я» з суворою простотою і правдивістю. Філіпп щиро ненавидів ситий достаток небагатьох. Він описував побут ремісників, декласованих, дрібних підприємців. Зображував трудящий народ нещасним, страждаючим, таким що, майже, завжди покірно приймає негаразди. Філіпп прагне до того, чого в його характері не було, — до мужньої бадьорості та сили. Але, хворий і слабовільний, він далі усталених законів не пішов. Його гнів майже завжди переходив у пасивне співчуття, жаль.
Як художник Ф. володів рідкісним умінням вживатися в кожне почуття і відчуття персонажа, вживатися в сутність явища. Найкращі твори Ф. — романи «Старий Пердрі» (Le Père Perdrix, 1902), «Крокіньоль», особливо «Шарль Бланшар» (Charles Blanchard, вид. 1913) і повість «Мати і дитина» (La mère et l'enfant, вид. в 1911). Тонкий гумор і гірка іронія переплітаються в «Крокіньоле». Несподівано розбагатівши, конторник, проживши два роки на свої гроші, не здатний повернутися до отупляючої канцелярської обстановки, не може придушити виникнення в ньому нових потреб і кінчає життя самогубством.
У творах Філіппа майже завжди («Бюбю з Монпарнасу» (Bubu de Montparnasse, 1901), «Марія Донадьє» (Marie Donadieu, 1904), «Крокіньоль» (Croquignole, 1906), деякі новели) поряд з міцним, підкорюючим життя характером, дані іншого — добрий, м'який, скромно відступаючий на другий план. У «Шарлі Бланшар» (Charles Blanchard, 1913) він хотів об'єднати обидва типи, дати синтетичний образ. Роман цей залишився незакінченим, але, судячи з написаних розділів, він міг бути твором величезної напруги. Філіпп довго працював над ним, накидаючи все нові і нові варіанти, намагаючись знайти закінчену, просту і ясну форму для передачі внутрішнього стану дитини, що росте в умовах крайньої бідності. Це — трагічна в своїй простоті поема жебрацтва. Розповіді у збірниках «У маленькому місті» (Dans la petite ville, 1910) і «Ранки» (Contes du matin, 1916) — ціла галерея типових фігур бідняків, у поті чола свого заробляючих мізерний прожиток, відщепенців (з так званого «дна»), дрібних торговців і службовців і насамперед дітей, зображених з чуйним розумінням.
Філіпп довів до великої майстерності мистецтво короткого оповідання. На двох-трьох сторінках дано екстракт, відображений внутрішній зміст події. Крім художніх творів, Філіпп написав багато фейлетонів, у яких провадив анархістські ідеї. Він знаходив своїх героїв, своїх «сильних і сміливих» тільки на дні суспільства, у світі декласованих.

### Твори
- Quatre histoires de pauvre amour (1897)
- La Bonne et la Pauvre Marie (1898).
- La Mère et l'enfant (1900)
- Bubu de Montparnasse (1901)
- Le Père Perdrix (1902)
- Marie Donadieu (1904)
- Croquignole (1906)
- Dans la petite ville (1910, новели).
- Lettres de jeunesse (1911)
- Charles Blanchard (1913)
- Les Contes du Matin (1916, новели).
- Chroniques du Canard Sauvage (1923)

## Визнання
Романи і розповіді Шарль-Луї Філіппа перекладені багатьма мовами, перевидаються у Франції та інших країнах до сьогодні. З 1936 виходить щорічник Товариства друзів Шарля-Луї Філіпа.